# 谷信讃
谷 信讃（たに しんさん、1878年（明治11年）1月11日 - 1962年（昭和37年）3月5日）は、高野寺第4世住職。高野山真言宗宿老・宗機顧問。板垣会館設立発起人。

## 来歴
明治11年（1878年）1月11日、徳島県板野郡鳴門村（現・鳴門市）に生まれる。明治28年（1895年）、高野中学校に入学。明治31年（1898年）、同校卒業後、高野山大学へ進学。さらに京都東寺専修学校に学ぶ。同校卒業後、郷里に戻り、徳島県麻植郡・重楽寺の住職となる。のち、同県板野郡瀬戸町・吉祥寺の住職に転任。さらに同県里浦村師跡・宝珠寺の住職に転じ、鳴門村・潮明寺と兼務した。大正11年（1922年）、高知県高知市・高野寺の第4世住職に就任。高野寺の檀家女性を集めて「密教婦人会」を組織する。以来、方面委員、社会事業協会に加わり、社会事業関連で表彰を受けること数回に及ぶ。

## 板垣会館建設事業
昭和8年（1933年）7月16日、高野寺で行われた、板垣退助第15回忌法要（施主：財団法人板垣伯銅像記念碑建設同志会）の席において、谷信讃住職は、自由民権運動ならびに板垣退助を顕彰する施設「板垣会館」の建設を発起。翌年（1934年）、趣意書を起草し高知県医師会会長・片山徳治ら40名を集めて「板垣会館建設準備会」を組織した。さらに協賛者を募り、昭和10年（1935年）1月19日、高野寺に、横山又吉、溝淵幸馬、葛目成茂、富田健助、宮地元治、有岡太吉、福永保重、中内源馬、宮地命壽、黒岩直喜、山崎寅熊、濱田猪三治、山本嘉太郞、近澤明吉、善波功、甲藤義治、永野常久万、島崎猪十馬、山本正心、久保田直巳、山本忠節、長田虎兎馬、竹内英省、泉谷彦治、山本成之、松村龍三、井川長太郞、服部天涯、安藝元久、吉田竹馬、門田稻城、楠目虎治、岡林林次、中島裕利、宮地正淳、海地傳太郞、細川藤吉、入交義兼、入野丑治、武山壽雄、須賀實吉、森田則高、緒方正雄、山縣弘道、千頭正意、堀内造、杉本竹次、安部幸長、齋山又吉、岩谷惣吉、松高龍海、近森昌訓、大西正太郞、西川壽惠吉、安藝義清、石黒正子、長尾正元、池田永馬ら58名が相会して「板垣会館建設後援会」を創設した。顧問は近衛文麿、頭山満、尾崎行雄、望月圭介、岡崎邦輔、安達謙蔵、小久保喜七、国沢新兵衛、菅原傳、日野国明、泊武治が就任。同年末、高知巡業中の友綱、玉錦一行に建設計画の協力を打診。さらに野村茂久馬議員に相談の上、藤本尚則を介して頭山満に助力を請い、頭山は即諾して東京角力協会に協力を要請。これによって、東京角力協会が会館建設の協力を承諾し、春場所終了後の昭和11年（1936年）6月5日に「板垣会館建設寄附興行」を行うことに決定。また胎中楠右衛門は、頭山、望月両氏と共に「板垣会館寄附相撲後援会」を組織し、各界の名士113名を集めて板垣会館建設を応援した。これによって、京都では第三高等学校校長・森氏が協力を表明、大阪では大阪朝日新聞社の久琢磨が協力を表明。さらに久琢磨を通じて玉錦のライバルであった天龍関も「板垣伯報恩相撲」に賛同の意向を表明した為、大阪朝日新聞社の一室に「板垣会館寄附相撲後援会」の事務局を設け、東京に次いで大阪でも「板垣会館建設寄附興行」を行ってもらえるよう協力を請う。その結果、昭和12年（1937年）1月17日、梅田阪急百貨店横に特設された土俵で「板垣伯報恩相撲」が興行された。同年4月6日（板垣退助岐阜遭難記念日）を機して、板垣会館を高野寺内に建設落成。記念式典には、頭山満をはじめ、板垣退助長女・片岡兵子らが臨席した。翌7日には、板垣会館2階の講堂で、憲政功労者の慰霊祭が挙行され、板垣退助をはじめ、谷重喜、島本仲道、坂本直寛、北川貞彦、宮地茂春、安藝喜代香らの悪戦苦闘の歴史が回想された。

## 板垣会の創設
板垣会館が建設されたことにより、昭和12年（1937年）7月16日、板垣退助法要後の総会決議を経て、同8月「板垣会館建設後援会」は「板垣会」と名称変更。顧問（近衛文麿、頭山満、尾崎行雄、望月圭介、岡崎邦輔、安達謙蔵、小久保喜七、国沢新兵衛、菅原伝、日野国明、泊武治）、その他組織もそのままとし、池田永馬を会代表・兼常務理事、石黒正子、西川寿恵吉、大西正太郎、長尾正元、桧垣信顕を会の実務を扱う役員として発足した。
当時、板垣退助の慰霊・顕彰を行う組織として、高知市役所内に事務局を置く「財団法人板垣伯銅像記念碑建設同志会」が存在した。この組織は板垣退助の銅像・記念碑の建立および管理を主たる目的として設立されたが、支那事変の勃発以降、その後の大東亜戦争の戦況拡大により、
政府は昭和16年（1941年）に金属類回収令を公布。昭和17年（1942年）5月9日金属回収令による強制譲渡命令を公布、5月12日施行した。美術的価値の高い仏像や、尊崇の対象となる銅像に関しては、除外対象や猶予が設定されたため、建設同志会は、昭和18年（1943年）2月25日、名称を「財団法人板垣伯銅像保存会」に変更し、銅像を保存管理している団体である旨を内外に広く明らかにした。しかし、戦況の拡大は著しく同年8月11日、全面的改正された金属供出令（勅令第667号）が施行され、高知城公園の板垣退助像もその対象となり、同年9月2日、銅像は応召出征することとなった。9月2日に行われた「板垣伯銅像出陣壮行式」の後、9月4日最期の銅像撮影を経て、9月9日、取外し作業を開始し、同12日、完了を経て「財団法人板垣伯銅像保存会」は、会の目的を失くしたため、昭和20年（1945年）5月10日、「板垣会」と合併して名称変更し「財団法人板垣会」として再編。同時に「板垣会館寄附相撲後援会」の諸氏もこれに合流した。この財団法人板垣会は、現在、特定非営利活動法人板垣会として高知市・高野寺で活動を継続しており、さらに全国組織としては、財団法人板垣会会長・寺尾豊が昭和43年（1968年）に「板垣退助先生顕彰会」を組織し（現・一般社団法人板垣退助先生顕彰会）として続いている。

## 晩年
昭和26年（1951年）、高野山真言宗の大僧正に補任せられ、同28年、宿老。37年、宗機顧問となる。昭和37年（1962年）3月5日、高野寺で入寂。享年85歳。

## 著書
- 『觀音經繪解 : 普門品訓読』谷信讃編、高野寺教化部、1944年
- 『有志大會と志士の奮起』谷信讃著（所収『六大新報 -澎湃の氣・幽芳』13-14頁）
- 『各山会の今後の課題-協議機関を至急に、各山会について、協議会へ発展、対社会活動を推進』亀山弘応、田中真弘、小池義人、谷信讃共著（所収『高野山時報』1960年号、19-21頁）

## 補註
1. 1 2 3 4 5 6 7  “『板垣精神 : 明治維新百五十年・板垣退助先生薨去百回忌記念』”.  一般社団法人板垣退助先生顕彰会 (2019年2月11日). 2021年8月1日閲覧。
2. 1 2 3 4  『高知県人名事典』高知県人名事典編纂委員会編、高知市民図書館、昭和46年(1971年)
3. 1 2  『板垣会館について』今井章博著
4. 1 2 3 4  『頭山精神』藤本尚則著
5. 1 2  『憲政と土佐』池田永馬編、板垣会、昭和16年（1941年）、273-274頁
6. ↑  『憲政と土佐』池田永馬編、板垣会、昭和16年（1941年）、269頁
7. ↑  『板垣退助先生銅像供出録』池田永馬編、板垣会、昭和18年（1943年）11月20日